# Melitta whiteheadi
Melitta whiteheadi là một loài ong trong họ Melittidae. Loài này được Eardley miêu tả khoa học đầu tiên năm 2006.